# Peter White (musicien)
Pour les articles homonymes, voir Peter White.
Peter White (né le 20 septembre 1954 en Angleterre) est un guitariste de jazz fusion et de smooth jazz britannique. Son frère, Danny White, fait partie des membres originaux du groupe Matt Bianco.

## Biographie
Peter White est originaire de Luton. Avant d'être attiré par le jazz, le guitariste est inspiré par le rock de Led Zeppelin, Fleetwood Mac et The Beatles. Dans les années 1970, il accompagne le chanteur Al Stewart. Dès lors, il s'ensuit une longue collaboration. White écrit même certaines chansons pour Stewart, notamment sur l'album Time Passages, en 1978. À la fin des années 1980, Peter White devient guitariste de jazz pour la chanteuse polonaise Basia Trzetrzelewska.
Après divers projets, White décide de produire ses propres albums à partir des années 1990. Il signe des compositions originales mais reprend aussi certains standards comme What Does It Take (To Win Your Love) de Junior Walker ou Midnight In Manhattan de Grover Washington, Jr..
Ses albums ont toujours remporté un franc succès, en particulier au classement du magazine Billboard, où plusieurs de ses titres sont arrivés à la première place.

## Discographie

### Albums solo
- 1990 : Reveillez-Vous
- 1991 : Excusez-Moi
- 1993 : Promenade
- 1994 : Reflections
- 1996 : Caravan of Dreams
- 1997 : Songs of the Season
- 1998 : Perfect Moment
- 2001 : Glow
- 2004 : Confidential
- 2006 : Playin' Favorites
- 2007 : Peter White Christmas
- 2009 : Good Day
- 2012 : Here We Go
- 2014 : Smile